# Viaduc de la Grande Ravine
Das Viaduc de la Grande Ravine ist eine Autobahnbrücke im Zuge der Route des Tamarins auf der Westseite der französischen Insel La Réunion im Indischen Ozean. Sie steht in der Nähe des Ortes Les Trois-Bassins und überquert die Grande Ravine genannte Schlucht in einer Höhe von 170 m.
Die 288 m lange und insgesamt 22,7 m breite Brücke hat vier Fahrspuren und sehr schmale Pannenstreifen. Die Sprengwerkbrücke hat einen Fahrbahnträger aus einem stählernen Hohlkasten mit einer Bauhöhe von 4,0 m. Er besteht aus orthotropen Platten, die eine innere, 6 m breite Zelle und zwei äußere, 6,95 m breite Zellen mit dreieckigem Querschnitt bilden. Der Fahrbahnträger wird von Spannbetonstreben gestützt, die die Öffnung aufteilen in Stützweiten von 73,25 + 140,0 + 73,25 m.
Die Brücke wurde von SETEC TPI mit der architektonischen Unterstützung von Alain Spielmann geplant und in den Jahren 2006 bis 2009 von Dodin Campenon Bernard (Vinci) und Eiffage Métal gebaut.
Zunächst wurden die Spannbetonstreben im Freivorbau ausgeführt, wobei große, in den Hang hinein gebaute Widerlager als Gegengewicht dienten. Der stählerne Hohlkasten wurde von Eiffage métal abschnittsweise in deren Werk im elsässischen Lauterbourg hergestellt und über den Rhein und den Hafen von Antwerpen nach La Réunion verschifft. An der Baustelle wurden zwei Hälften zusammengesetzt und von beiden Seiten der Schlucht eingeschoben. Die Spannbetonstreben stützten die Hälften des Hohlkastens dabei. Gleichzeitig wurden die Hälften von Spannseilen gehalten, die in ihrem Inneren und hinter den Widerlagern verankert waren. Dadurch entstanden während des Baus und in der fertigen Brücke bogenähnliche Tragwerke, deren Berechnung besonders leistungsfähige Computer verlangte.